# Balneario Iporá
Balneário Iporá é uma localidade uruguaia do departamento de Tacuarembó, na zona central do departamento. Está situada a 5 km da cidade de Tacuarembó, capital do departamento.

## Toponímia
O nome da localidade foi proposto em concurso por Carlos Raúl Rios - Iporá, na Língua guarani quer dizer "Água Formosa". 

## História
O balneário foi fundado em uma propriedade particular de Felipe Albornoz, gerente do Banco Unido de Casupá, instituição que financiou o loteamento do condomínio. Nele foram construídos pisicnas, canchas desportivas, salões de festas, sendo estes frequentados pelos moradores e convidados, além dos sócios que pagam mensalidades. 

## População
Segundo o censo de 2011 a localidade contava com uma população de 298 habitantes.
| Variação demográfica do município entre 1996 e 2011 |
|                                                     |

## Geografia
Balneario Iporá se situa próxima das seguintes localidades: ao norte, Paso del Cerro, ao sul, Tacuarembó, e ao sudeste, Sauce de Batoví .

## Autoridades
A localidade é subordinada diretamente ao departamento de Tacuarembó, não sendo parte de nenhum município tacuaremboense.

## Transporte
A localidade possui a seguinte rodovia:
- Acesso por estrada para  Tacuarembó. [8][9][10]

## Turismo
Atualmente há estrutura de hotelaria (chalés) para visitantes.